# Wm. Wrigley Jr. Company
Wm. Wrigley Jr. Company este o companie producătoare de gumă de mestecat și bomboane din Statele Unite ale Americii.

## Produse

### 5

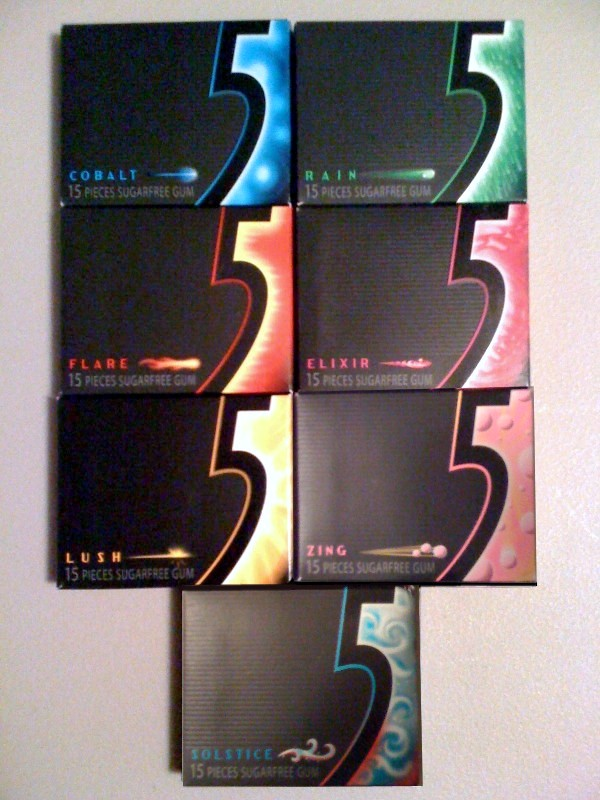
Pachete de gumă 5

5 e un brand de gumă de mestecat fără zahăr produsă de Wrigley Company. A fost introdusă pe piața americană în martie 2007, în Canada în ianuarie 2008, în Rusia în mai 2009, în Anglia, Germania, Australia și Noua Zeelandă în iunie 2009, iar în România în octombrie 2009. Folosește motto-ul "Stimulează-ți Simțurile". Primele trei arome au fost Rain (Electro în Europa), Flare (nelansat în România deocamdată) și Cobalt. Următoarele arome au fost Lush și Elixir (absent în România deocamdată) cu gusturi de fructe, Solstice și Zing, React mentol și React de fructe, iar cel mai recent apărute în America, Prism (Turbulence în România) și Vortex. Reclamele sugerează că gumele stimulează cele 5 simțuri ale omului.
Sunt mai puțin de 5 calorii per lamă. Guma conține fenilalanină, lecitină din soia, sorbitol și manitol.
Un pachet de gumă 5 conține 15 lame în Statele Unite ale Americii și Canada și doar 12 în Rusia, Spania, Germania, Anglia, Franța și Australia. E un pachet subțire cu 5 respectiv 4 rânduri de 3 lame.
Brand-ul are trei arome clasice, trei arome de fructe și două arome care se modifică la mestecare și încă una mentolată și una de fructe.
| Aromă            | Culoare           | Nume în SUA | Nume în România           |
| ---------------- | ----------------- | ----------- | ------------------------- |
| Peppermint       | Albastru          | Cobalt      | Cobalt (2009)             |
| Spearmint        | Verde             | Rain        | Electro (2009)            |
| Scorțișoară      | Protocaliu + Roșu | Flare       | Nelansat                  |
| Tropical         | Galben            | Lush        | Pulse (2010, retras 2012) |
| Fructe de pădure | Roz închis        | Elixir      | Nelansat                  |
| "Cald și rece"   | Albastru Deschis  | Solstice    | Nelansat                  |
| "Acru și dulce"  | Roz Deschis       | Zing        | Nelansat                  |
| Mentol           | Negru             | React       | Nelansat                  |
| De fructe        | Negru             | React       | Nelansat                  |
| Pepene Roșu      | Roșu + Verde      | Prism       | Turbulence (2011)         |
| Măr Verde        | Galben-verzui     | Vortex      | Nelansat                  |
| Pere             | Galben-verzui     | -           | Evolution (2012)          |

## Wrigley în România
Compania este prezentă pe piața din România din anul 1994 dar nu a investit în capacități de producție.
În anul 2008, Wrigley Romania a raportat o cifră de afaceri de 68 milioane euro și un profit net de 14 milioane euro, cu 215 angajați în marketing și vânzări.